# Ouvrage de Bréhain

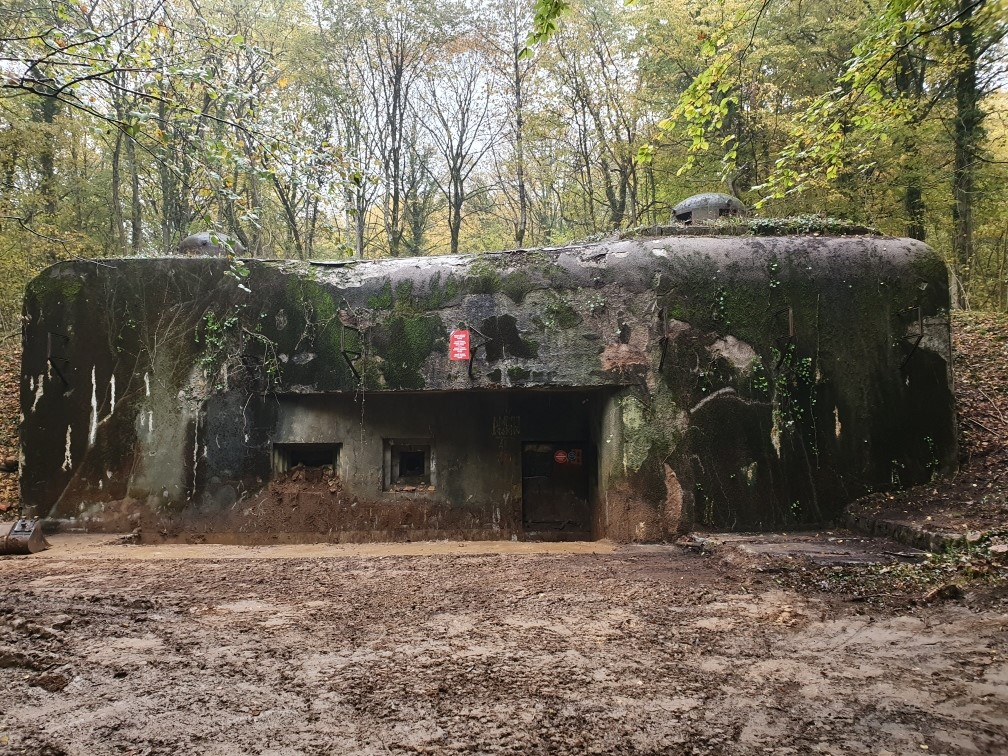
L'entrée de hommes de l'ouvrage de Bréhain (2022)

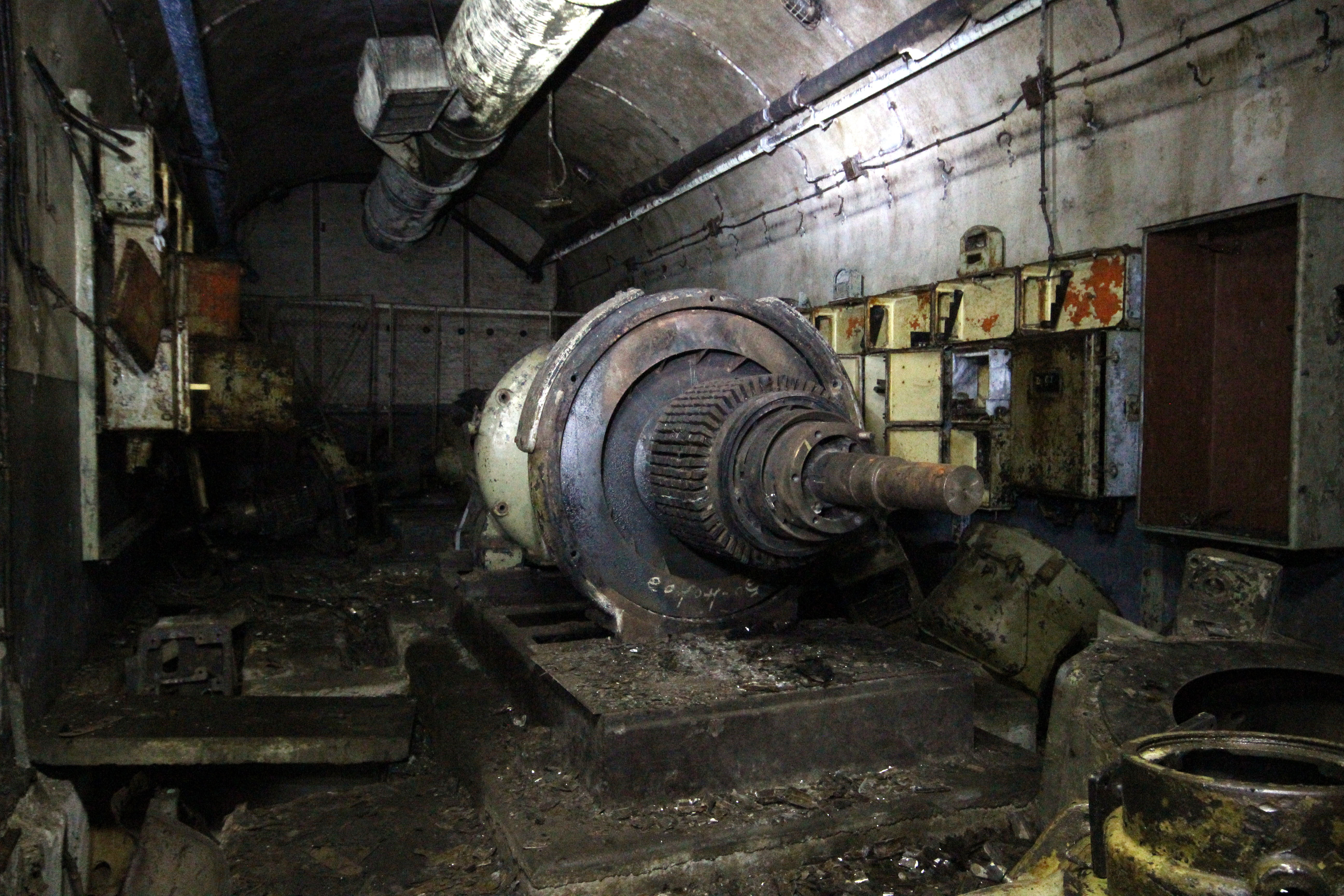
L'usine de l'ouvrage de Bréhian

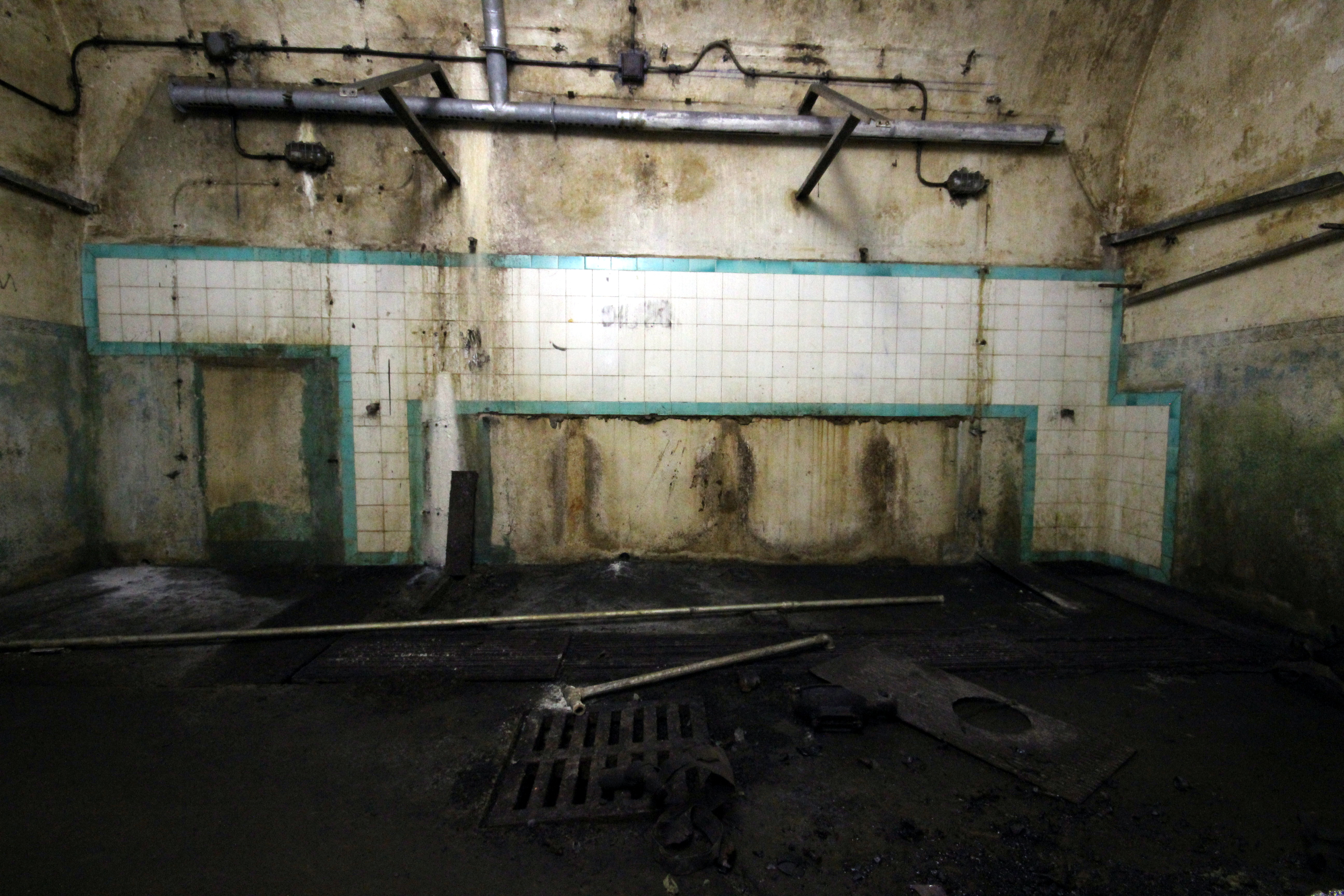
La cuisine de l'ouvrage de Bréhian

L'ouvrage de Bréhain est un ouvrage fortifié de la ligne Maginot, situé sur la commune de Bréhain-la-Ville, dans le département de Meurthe-et-Moselle.
C'est un gros ouvrage d'artillerie, comptant dix blocs. Construit à partir de 1931, l'intégralité de son armement est sous tourelle.
L'ouvrage a été repris depuis 2022 par une société privée, les lieux ont été sécurisés et un projet de préservation, réhabilitation, maintenance et entretien de l’ouvrage est en cours par une association.

## Position sur la ligne
Faisant partie du sous-secteur d'Aumetz dans le secteur fortifié de la Crusnes, l'ouvrage de Bréhain, portant l'indicatif A 6, est intégré à la « ligne principale de résistance » entre les casemates d'intervalle Ouest de Bréhain (C 2B, dite C 2 de Bréhain) à l'ouest et du Ravin-de-Crusnes (C 23) à l'est, hors de portée de tir des canons des gros ouvrages voisins.

## Description
L'ouvrage est composé en surface de huit blocs de combat et de deux blocs d'entrée, avec en souterrain une caserne, une cuisine, des latrines, un poste de secours, des PC, des stocks d'eau, de gazole et de nourriture, des installations de ventilation et de filtrage de l'air, des magasins à munitions (un M 1 et plusieurs M 2) et une usine électrique, le tout relié par des galeries profondément enterrées. Ces galeries sont construites au minimum à 30 mètres de profondeur pour les protéger des bombardements. L'énergie est fournie par quatre groupes électrogènes, composés chacun d'un moteur Diesel SGCM GVU 33 (fournissant 225 chevaux à 500 tr/min) couplé à un alternateur, complétés par un petit groupe auxiliaire (un moteur CLM 1 PJ 65, de 8 ch à 1 000 tr/min) servant à l'éclairage d'urgence de l'usine et au démarrage pneumatique des gros diesels. Le refroidissement des moteurs se fait par circulation d'eau.
Selon le projet de la CORF reporté en 2e cycle, il aurait dû avoir un 9e bloc armé avec une seconde tourelle de 135 mm. La casemate d'intervalle voisine dite « Ouest de Bréhain » et portant le numéro C 2 est un bloc de l'ouvrage qui n'a pas été relié ; des travaux pour une galerie de jonction étaient entamés pendant l'hiver 1939-1940. Cette casemate d'infanterie flanque vers l'ouest avec un créneau mixte pour JM/AC 47, un autre créneau pour JM, une cloche JM et deux cloches GFM.
L'équipage théorique de l'ouvrage comprenait 615 hommes et 22 officiers des 128e RIF et 152e RAP.
Le bloc 1 est un bloc d'infanterie, avec une tourelle de mitrailleuses et une cloche GFM (guetteur et fusil-mitrailleur).
Le bloc 2 est un bloc d'infanterie, avec une tourelle de mitrailleuses et une cloche GFM.
Le bloc 3 est un observatoire avec une cloche VDP (vision directe et périscopique, indicatif O 11) et une cloche GFM.
Le bloc 4 est un bloc d'artillerie avec une tourelle de 75 mm modèle 1933.
Le bloc 5 est un bloc d'artillerie avec une tourelle de 135 mm modèle 1932 et une cloche GFM.
Le bloc 6 est un bloc d'artillerie avec une tourelle de 75 mm modèle 1933 et une cloche LG (lance-grenades).
Le bloc 7 est un bloc d'artillerie avec une tourelle de 81 mm modèle 1932 et une cloche GFM.
Le bloc 8 est une casemate cuirassée d'infanterie avec deux cloches JM (jumelage de mitrailleuses) et une cloche GFM.
L'entrée des munitions est une entrée en puits, armée avec un créneau mixte pour JM/AC 47 (jumelage de mitrailleuses et canon antichar de 47 mm), deux cloches GFM et une cloche lance-grenades.
L'entrée des hommes est en puits, armée avec un créneau mixte pour JM/AC 47 et deux cloches GFM.

## Histoire
Son équipage a effectué de nombreux tirs (20 250 coups de 75 mm, 1 780 de 81 mm et 2 220 de 135 mm, soit 205 tonnes de projectiles) en mai et juin 1940, notamment en direction de la frontière franco-luxembourgeoise et dans le secteur de la ferme Hirps, dont les bâtiments furent en partie détruits à cette occasion.